# Dovydas Kulevičius
Dovydas Kulevičius (* 4. September 1982) ist ein ehemaliger litauischer Eishockeyspieler, der einen Großteil seiner Karriere bei Energija Elektrėnai in der litauischen Eishockeyliga, mit dem er zwölf Mal Litauischer Meister wurde, verbrachte. Nach seiner Spielerlaufbahn wurde er als Trainer tätig.

## Karriere

### Clubs
Dovydas Kulevičius begann seine Karriere als Eishockeyspieler beim litauischen Rekordmeister Energija Elektrenai, für den er bereits 1997 als 15-Jähriger sein Debüt in der damaligen East European Hockey League gab. In den nächsten Jahren spielte er für Energija sowohl in der EEHL als auch in der höchsten litauischen Spielklasse. Von 2003 bis 2005 nahm er mit seiner Mannschaft in der lettischen Eishockeyliga teil. Mit Ausnahme der Jahre 2000 und 2002 wurde er mit dem SC Energija litauischer Meister. 2005 wechselte Kulevičius zum lettischen Klub DHK Latgale nach Daugavpils. Nach nur einem Jahr kehrte der damals 24-Jährige nach Elektrėnai zurück und gewann 2007 erneut den Meistertitel mit der Mannschaft. Während er 2007/08 erneut in Daugavpils aktiv war, ging er 2008 wieder nach Elektrėnai und wurde wieder litauischer Meister. Zudem spielte er mit seinem Klub auch in der lettischen Eishockeyliga, wo er Topscorer war und auch die meisten Torvorlagen lieferte. Er hatte sich inzwischen zu einem Wandervogel entwickelt und wechselte 2009 in die belarussische Extraliga zum HK Brest. Aber auch dort hielt es ihn nur ein Jahr, denn er wechselte zu den Scorpions de Mulhouse in die französische zweite Liga. Bei den Elsässern konnte er sich jedoch nicht durchsetzen. In der ersten Spielzeit absolvierte er nur ein Spiel und nachdem er zu Beginn der Serie 2011/12 in sieben Partien eingesetzt worden war, kehrte er zu seinem Stammverein nach Elektrėnai zurück, mit dem er 2012 und 2013 erneut litauischer Meister wurde. Von 2013 bis 2016 spielte er mit Energija in der belarussischen Wysschaja Liga, der zweithöchsten Spielklasse des Landes, spielte aber 2015/16 auch wieder in der litauischen Liga, wo sein elfter Titel folgte. Nachdem er 2016 vollständig in die litauische Liga zurückgekehrt war, wo er ein Jahr für die Vilnius Hockey Punks spielte, ist er seit 2017 erneut für Energija aktiv. Dabei spielte er in der Spielzeit 2017/18 neben seinen Einsätzen in der litauischen Liga auch wieder in der belarussischen Wysschaja Liga und gewann 2018 seinen zwölften und letzte Landesmeistertitel. 2019 beendete er seine aktive Laufbahn.

### International
Für Litauen nahm Kulevičius bereits im Juniorenbereich an Welt- und Europameisterschaften teil: Im 18-Bereich spielte er bei den C-Europameisterschaften 1997 und 1998 und den Weltmeisterschaften der Europa-Division I 1999 und 2000. Mit der litauischen U20-Auswahl nahm er zunächst an den C-Weltmeisterschaften 1999 und 2000 teil. Nach der Umstellung auf das heutige Divisionensystem spielte er 2001 und 2002 bei den U20-Weltmeisterschaften der Division II.
Sein Debüt in der litauischen Herren-Nationalmannschaft gab er bei der Weltmeisterschaft der Division II 2002 als den Litauern mit fünf Siegen aus fünf Spielen und 71:6 Toren der Aufstieg in die Division I gelang. Aber bei der WM 2003 konnte der Klassenerhalt in der Division I nicht erreicht werden. Die Gruppe B der Division II der WM 2004 wurde dann im heimischen Elektrėnai ausgetragen und prompt gelang Kulevičius mit seiner Mannschaft der erneute Wiederaufstieg in die Division I. Bei der Weltmeisterschaft 2005 konnten sich die Litauer dann durch einen Sieg über Rumänien und zwei Remis gegen die Niederlande und Nachbar Estland erstmals in der Division I behaupten, in der Kulevičius sodann auch 2006, 2007, 2008, 2009, 2010, 2012, 2013, 2014 und 2015 auf dem Eis stand. Lediglich 2011 fehlte sein Name im litauischen WM-Aufgebot. Zudem nahm er an der Qualifikation zu den Olympischen Winterspielen 2006 in Turin, der Qualifikation zu den Olympischen Winterspielen 2010 in Vancouver, der Qualifikation zu den Olympischen Winterspielen 2014 in Sotschi und der Qualifikation zu den Olympischen Winterspielen 2018 in Pyeongchang teil. Die litauische Mannschaft scheiterte dabei jedoch stets bereits in der ersten Qualifikationsrunde. Außerdem vertrat er seine Farben beim Baltic Cup 2017.

## Trainer
Bereits während seiner aktiven Spielerkarriere trainierte Kulevičius Juniorenmannschaften. Er war mehrfach auch Assistenztrainer des litauischen Nachwuchses bei U18- und U20-Weltmeistermannschaften in der Division II. Von 2020 bis 2021 war er Cheftrainer seines Stammvereins SC Energija und anschließend für ein Jahr des „LTeam select“, einer Auswahl der besten Nachwuchsspieler, die an der litauischen Liga teilnimmt, um Nachwuchskräften mehr Einsatzmöglichkeiten zu verschaffen.

## Erfolge und Auszeichnungen
- 1998 Litauischer Meister mit Energija Elektrėnai
- 1999 Litauischer Meister mit Energija Elektrėnai
- 2001 Litauischer Meister mit Energija Elektrėnai
- 2002 Aufstieg in die Division I bei der Division II, Gruppe B der Weltmeisterschaften
- 2003 Litauischer Meister mit Energija Elektrėnai
- 2004 Litauischer Meister mit Energija Elektrėnai
- 2004 Aufstieg in die Division I bei der Division II, Gruppe B der Weltmeisterschaften
- 2005 Litauischer Meister mit Energija Elektrėnai
- 2007 Litauischer Meister mit Energija Elektrėnai
- 2009 Litauischer Meister mit Energija Elektrėnai
- 2009 Topscorer und meiste Vorlagen in der lettischen Eishockeyliga
- 2012 Litauischer Meister mit Energija Elektrėnai
- 2013 Litauischer Meister mit Energija Elektrėnai
- 2016 Litauischer Meister mit Energija Elektrėnai
- 2018 Litauischer Meister mit Energija Elektrėnai